# Giovanni Miliani
Giovanni Miliani (Trieste, 22 settembre 1921 – Milano, 24 aprile 1953) è stato un cestista italiano.

## Biografia
Praticò la pallacanestro nella natia Trieste, a Roma nei primi anni della seconda guerra mondiale e a Milano, dove si trasferì dopo la Liberazione. Nel capoluogo lombardo giocò con la locale Triestina, vivendone poi le vicende del trasferimento a Como (1946) e della fusione con il Dopolavoro Borletti nell'Olimpia (1947). Parallelamente svolgeva l'attività di operaio presso le Officine Valsecchi; morì sul lavoro, a 32 anni, per l'esplosione di un gassificatore che stava cercando di riparare, lasciando la moglie e una figlia. Venne sepolto al cimitero di Lambrate, che in una celletta custodisce tuttora i suoi resti.

## Carriera
Ha vinto quattro scudetti con l'Olimpia Milano nel 1950, 1951, 1952 e 1953.
Con la Nazionale ha preso parte agli Europei 1947. In totale ha disputato 10 incontri in maglia azzurra, realizzando 47 punti.

## Palmarès
- Campionato italiano: 4

Olimpia Milano: 1949-1950, 1950-1951, 1951-1952, 1952-1953